# Château de l'Ours
Le château de l'Ours est un ancien château fort, de nos jours ruiné, dont les vestiges se dressent sur la commune française de Sainte-Thérence dans le département de l'Allier, en région Auvergne-Rhône-Alpes.
Le château fait l'objet d'une inscription au titre des monuments historiques.

## Localisation
Le château est situé sur un éperon rocheux dominant le confluent du Cher et de son affluent la petite rivière de l'Ours, dominant la commune de Sainte-Thérence, dans le département français de l'Allier.

## Historique
- Si vous ne connaissez pas le sujet, laissez ce bandeau (vous pouvez alors contacter les auteurs).
- Si vous supprimez le contenu mis en cause (vous pouvez préalablement contacter les auteurs),

argumentez précisément cette suppression dans la page de discussion
(un manque de référence n'est pas un argument ; une recherche réelle de référence doit avoir été effectuée, être formellement documentée).
Le cadre très sauvage du château a favorisé la naissance de plusieurs légendes destinées à expliquer l'origine de son nom.
Il devait être construit pour protéger Montluçon de l'invasion des Anglais (qui a quand même eu lieu de 1170 à 1180), mais sa construction a été retardée. Finalement construit par Guy II de Dampierre, sire de Bourbon en 1210, en même temps que le château de Ronnet, il sert de tour de surveillance pour arrêter les invasions possibles par le Cher, à la demandé des moines de l'abbaye de Menat qui voulaient être protégés.
Son nom provient de l'histoire d'Odile de Montluçon. Le seigneur de Montluçon, Archambault, parti en Terre sainte, confia la surveillance de sa femme et de sa fille (Odile) à son écuyer Rimbaud. Quelques jours après la mort d'Archambault, la femme du seigneur mourut également. La même nuit, l'écuyer viola Odile âgée seulement de 16 ans. Lors des obsèques de sa mère il simula ses obsèques. Il lui fit boire une boisson narcotique et l'enferma dans le château de l'ours avec une vieille servante. Odile mit au monde un fils. De temps en temps le fils sortait du château sur les rochers, seulement vêtu d'une peau d'ours. Les bergers, l'apercevant au loin, ne s'en approchèrent pas, car ils le prenaient pour un ours, et ils baptisèrent la tour : manoir de l'Ours. Un jour lorsque le fils alla chercher de l'eau dans le Cher il croisa un ermite de Budelière. Il lui raconta alors toutes les mésaventures de sa pauvre mère. L'ermite rassembla une poignée d'hommes et ils partirent au manoir afin de sauver sa mère et d'attraper Rimbaud. Lorsque l'histoire d'Odile fut racontée aux habitants de Montluçon l'écuyer fut pendu au créneau du château de la ville. Odile finit sa vie dans un couvent et son fils partit en Terre sainte sous le nom de chevalier Sarrazin.

## Description

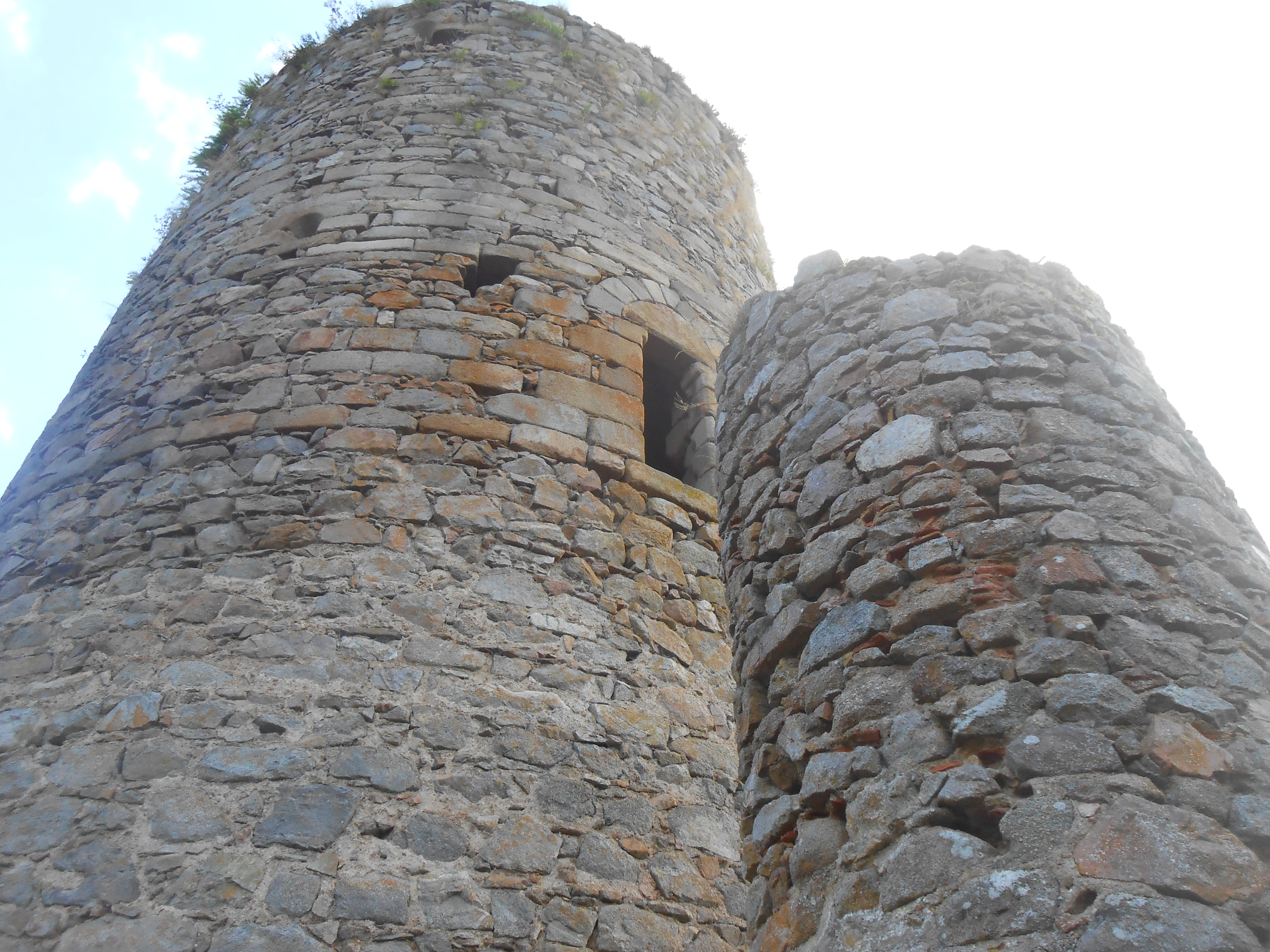
Château de l'Ours : au pied du donjon.

Le château, situé dans des gorges reculées est bâti sur une barre rocheuse longue de 50 m et d'une largeur au maximum de 12 m. Il est constitué d'un donjon cylindrique de 19 m de haut pour 9,50 m de diamètre, qu'enchemise étroitement une courtine de nos jours ruinée épousant le contour du rocher. L'accès au donjon se faisait au 1er étage par le biais d'une petite tour en amont de l'entrée.
Ce modeste château, repaire d'un petit seigneur, dont la construction remonterait à la fin du XIIIe siècle, servait à « surveiller le passage de la rivière en cette zone de marches aquitaines entre Auvergne et Berry ».

## Protection aux monuments historiques
Le château est inscrit par arrêté du 13 février 1995.